# Halictus multicarinatus
Halictus multicarinatus är en biart som beskrevs av Niu, Wu och Huang 2004. Halictus multicarinatus ingår i släktet bandbin, och familjen vägbin. Inga underarter finns listade i Catalogue of Life.